# Richard W. Austin

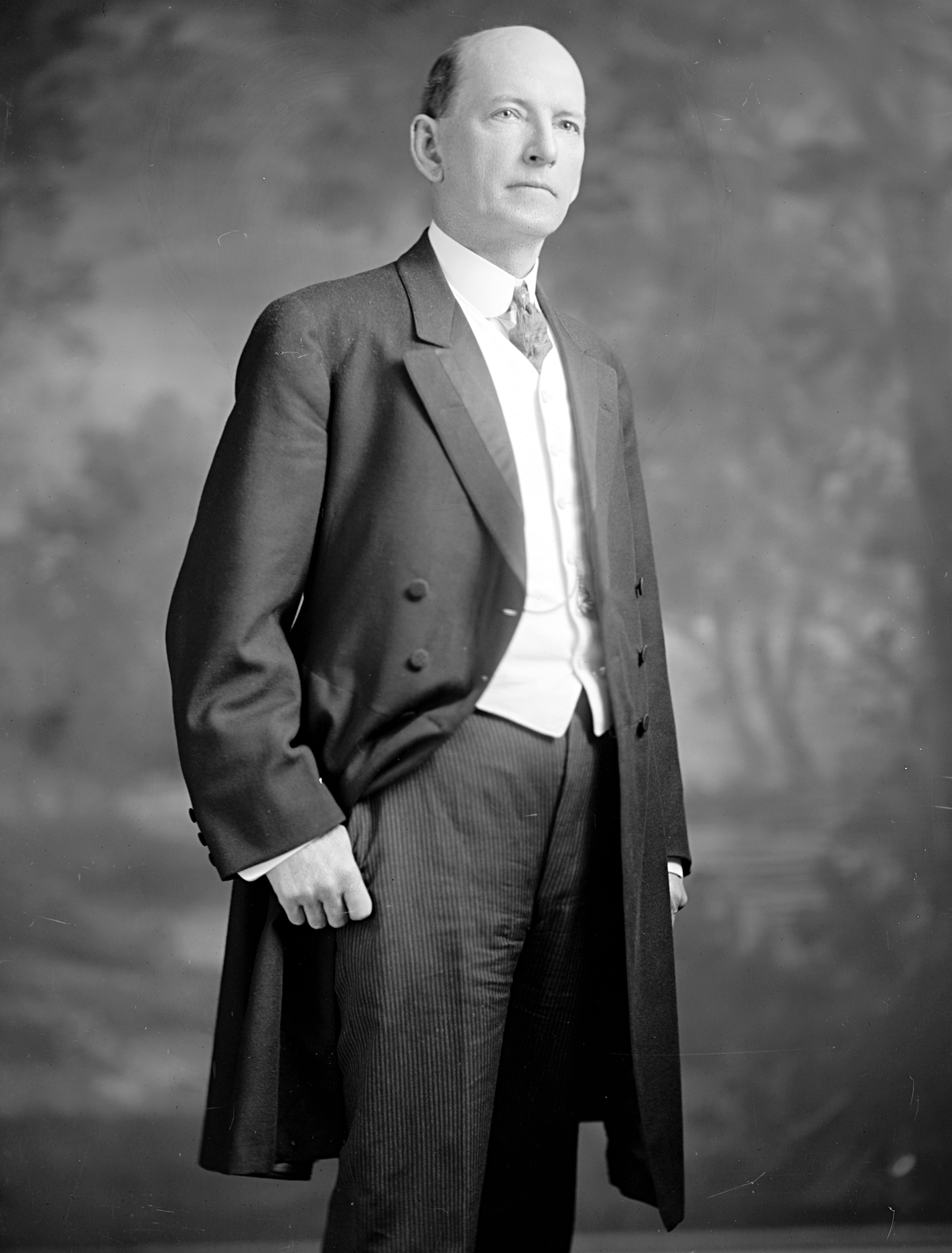
Richard W. Austin

Richard Wilson Austin (* 26. August 1857 in Decatur, Alabama; † 20. April 1919 in Washington, D.C.) war ein US-amerikanischer Politiker. Zwischen 1909 und 1919 vertrat er den Bundesstaat Tennessee im US-Repräsentantenhaus.

## Werdegang
Richard Austin besuchte die öffentlichen Schulen seiner Heimat und studierte danach bis 1873 an der University of Tennessee in Knoxville. Nach einem anschließenden Jurastudium und seiner 1878 erfolgten Zulassung als Rechtsanwalt begann er in Knoxville in seinem neuen Beruf zu praktizieren. In den folgenden Jahren arbeitete er in verschiedenen Positionen in der Bundeshauptstadt Washington. Von 1879 bis 1881 war er beim Postministerium angestellt; danach war er zwischen 1881 und 1883 stellvertretender Doorkeeper im US-Repräsentantenhaus. In den folgenden zwei Jahren bis 1885 fungierte er als Special Agent für das Kriegsministerium. 1885 arbeitete Austin für einige Zeit in der Zeitungsbranche in Knoxville, ehe er in seine Heimatstadt Decatur zurückkehrte, wo er als Anwalt tätig war. Im Jahr 1888 war er Privatsekretär des Kongressabgeordneten Leonidas C. Houk aus Tennessee. Danach war er städtischer Anwalt in Decatur.
Politisch war Austin Mitglied der Republikanischen Partei. Im Jahr 1890 kandidierte er noch erfolglos für den Kongress. Zwei Jahre später war er Delegierter zur Republican National Convention in Minneapolis, auf der US-Präsident Benjamin Harrison zur Wiederwahl nominiert wurde. Seit 1893 lebte Austin wieder in Knoxville, wo er die Zeitung „Knoxville Republican“ herausgab. Von 1897 bis 1906 amtierte er als US Marshal für den östlichen Teil des Staates Tennessee; danach war er zwischen Juli 1906 und November 1907 amerikanischer Konsul in Glasgow (Schottland).
Bei den Kongresswahlen des Jahres 1908 wurde Austin im zweiten Wahlbezirk von Tennessee in das US-Repräsentantenhaus in Washington gewählt, wo er am 4. März 1909 die Nachfolge von Nathan W. Hale antrat. Nach vier Wiederwahlen konnte er bis zum 3. März 1919 fünf Legislaturperioden im Kongress absolvieren. In diese Zeit fiel der Erste Weltkrieg. Im Jahr 1913 wurden der 16. und der 17. Verfassungszusatz im Kongress verabschiedet. 1918 wurde Richard Austin von seiner Partei nicht mehr zur Wiederwahl nominiert. Er starb am 20. April 1919, nur wenige Wochen nach dem Ende seiner letzten Legislaturperiode, in der Bundeshauptstadt Washington und wurde in Knoxville beigesetzt.